# Coupe d'Algérie de football 1970-1971
 (août 2022).
Si vous disposez d'ouvrages ou d'articles de référence ou si vous connaissez des sites web de qualité traitant du thème abordé ici, merci de compléter l'article en donnant les références utiles à sa vérifiabilité et en les liant à la section « Notes et références ».
Navigation
Coupe d'Algérie
1969-1970 Coupe d'Algérie
1971-1972
La Coupe d'Algérie de football 1970-1971 voit la victoire du MC Alger, qui bat l'USM Alger en finale.
C'est la 1re Coupe d'Algérie remportée par le MC Alger et c'est la 3e finale consécutive jouée par l'USM Alger.

## 3etourrégional
| Ligue de l'Ouest |                                    |   |     |  |  |  |
| 1                | US Niverreries (D4)                | - | n.c |  |  |  |
| 2                | JS Sidi L'houari (D4)              | - | n.c |  |  |  |
| 3                | CS SONITEX Oran (D4)               | - | n.c |  |  |  |
| 4                | US Ponts et Chaussées Tlemcen (D4) | - | n.c |  |  |  |
| 5                | AS Saint Eugène (D?)               | - | n.c |  |  |  |
| 6                | CO Sempac d'Oran (D5)              | - |     |  |  |  |
| 7                | Club Des Joyeusetés (D4) (Oran)    | - | n.c |  |  |  |
| 8                | CO Senia (D4)                      | - | n.c |  |  |  |
| 9                | USM Témouchent (D?)                | - |     |  |  |  |
| 10               | SO Rio-Salado (D4)                 | - | n.c |  |  |  |
| 11               | Rail Club Oranais (D5)             | - | n.c |  |  |  |
| 12               | Tiaret FC (D4)                     | - | n.c |  |  |  |
| 13               | ES Tribunal Oran (D?)              | - | n.c |  |  |  |
| 14               | CO Sempac Mascara (D4)             | - | n.c |  |  |  |
| 15               | CS Sonatrach Arzew (D?)            | - | n.c |  |  |  |

## 4etourrégional
| Ligue de l'Ouest |                                    |   |     |  |  |  |
| 1                | US Niverreries (D4)                | - | n.c |  |  |  |
| 2                | JS Sidi L'houari (D4)              | - | n.c |  |  |  |
| 3                | CS SONITEX Oran (D4)               | - | n.c |  |  |  |
| 4                | US Ponts et Chaussées Tlemcen (D4) | - | n.c |  |  |  |
| 5                | AS Saint Eugène (D?)               | - | n.c |  |  |  |
| 6                | CO Sempac d'Oran (D5)              | - |     |  |  |  |
| 7                | Club Des Joyeusetés (D4) (Oran)    | - | n.c |  |  |  |
| 8                | CO Senia (D4)                      | - | n.c |  |  |  |
| 9                | USM Témouchent (D?)                | - |     |  |  |  |
| 10               | SO Rio-Salado (D4)                 | - | n.c |  |  |  |
| 11               | Rail Club Oranais (D5)             | - | n.c |  |  |  |
| 12               | Tiaret FC (D4)                     | - | n.c |  |  |  |
| 13               | ES Tribunal Oran (D?)              | - | n.c |  |  |  |
| 14               | CO Sempac Mascara (D4)             | - | n.c |  |  |  |
| 15               | CS Sonatrach Arzew (D?)            | - | n.c |  |  |  |

## Soixante-quatrièmes de finale
| Ligue de l'Ouest (LOFA-Oran 5e tour) le samedi 6 décembre 1970 |                                 |                                |                                    |                                                                                        |                  |                                                     |
| 1 | IS Tighennif (D3)               | 4 - 2                          | US Ponts et Chaussées Tlemcen (D4) | Hanifi 22e Maazouz Djelloul 60e Maazouz Boukhari 69e 89e / Mohammedi 74e Benbekhti 82e | 6 décembre 1970  | Stade 19 juin 65 d'Oran (terrain en tuff)           |
| 2 | USM Bel-Abbès (D1)              | 1 - 1 ap (l'USMBA aux corners) | JSM Tiaret (D1)                    | Abdi 82e / Taher Benferhat 27e                                                         | 6 décembre 1970  | Stade 19 juin 65 d'Oran                             |
| 3 | CS Sonitex Oran (D4)            | 4 - 0                          | AS Saint-Eugène (D?) (Oran)        | ...                                                                                    | 6 décembre 1970  | stade Benslimane de Mostaganem                      |
| 4 | MC Oran (D1)                    | 1 - 0                          | RC Oran (D3)                       | Gribi 16e                                                                              | 6 décembre 1970  | stade Benslimane de Mostaganem.                     |
| 5 | CR Témouchent (D3)              | 4 - 2                          | CO Sempac Mascara (D4)             | ...                                                                                    | 6 décembre 1970  | Arzew                                               |
| 6 | SA Mohammadia (D2)              | 3 - 1                          | CO Sempac d'Oran (D5)              |                                                                                        | 6 décembre 1970  | Arzew                                               |
| 7 | Nadjah AC (Oran) (D3)           | 2 - 3                          | CS Sonatrach Oran (D3)             | Djamel 27e Boumahrat 81e / Rais 10e 60e 76e                                            | 6 décembre 1970  | Sidi Bel Abbés                                      |
| 8 | CC Sig (D3)                     | 0 - 0 ap (CCS aux corners)     | ASPTT Oran (D3)                    | /                                                                                      | 6 décembre 1970  | Sidi Bel Abbés                                      |
| 9 | Club Des Joyeusetés (D5) (Oran) | 0 - 1 *                        | EM Bel-Abbés (D3)                  | Rouai 85e                                                                              | 13 décembre 1970 | Stade Municipal de Ain Témouchent (Match Rejouer) . |
| 10 | ASM Oran (D2)                   | 3 - 2                          | WA Tlemcen (D2)                    | Benabdelkader 50e 65e Belgot 70e / Bettoui 15e Tayeb 89e                               | 6 décembre 1970  | Ain Temouchent                                      |
| 11 | EM Oran (D3)                    | 2 - 0                          | AS Eckmühl (D4)                    |                                                                                        | 6 décembre 1970  | Mohammadia                                          |
| 12 | RC Relizane (D3)                | 5 -0                           | CO Senia (D4)                      |                                                                                        | 6 décembre 1970  | Mohammadia                                          |
| 13 | JS Sidi L'houari (Oran) (D4)    | 0 - 1*                         | USM Témouchent (D?)                | (USMT disqualifié sur tapis-vert)                                                      | 6 décembre 1970  | Hammam Bou Hadjar                                   |
| 14 | SO Rio-Salado (D4) (El-Maleh)   | 2 - 5 a p                      | USM Oran (D3)                      | Selma 20e Tayeb 89e / Madani 62e 75e Baghdad 95e Yahia 100e Tasfaout 103e              | 6 décembre 1970  | Hammam Bou Hadjar                                   |
| 15 | ES Mostaganem (D2)              | 4 - 1                          | Rail Club Oranais (D5)             | Popov 50e 72e Benmakhlouf 80e 89e / Benmeghouzi 3e (csc)                               | 6 décembre 1970  | Relizane                                            |
| 16 | Tiaret FC (D4)                  | 1 - 5                          | SCM Oran (D2)                      | Loumani 40e / Medjadji 15e 59e 70e Madani 30e Bensabeur 34e                            | 6 décembre 1970  | Relizane                                            |
| 17 | La Marsa (D3)                   | 1 - 2                          | US Niverreries (D4)                |                                                                                        | 6 décembre 1970  | Sig                                                 |
| 18 | GC Mascara (D2)                 | 2 - 0                          | ES Tribunal Oran (D?)              | Boutaleb 30e Mahi 89e                                                                  | 6 décembre 1970  | Stade Municipal de Sig (arbitre ; M. Rahal)         |
| 19 | MC Saida (D2)                   | 1 - 0                          | WAF Mostaganem (D3)                |                                                                                        | 6 décembre 1970  | Stade de Meflah Aoued, (Mascara)                    |
| 20 | JS Saoura (D3)                  | 2 - 1 a p                      | CS Sonatrach Arzew (D?)            |                                                                                        | 6 décembre 1970  | Saida                                               |
| NB : Le CDJ Oran a été battu (0-1) après prolongation par l'Étoile de Bel-Abbès, but de Breik 115e lors du premier match disputé le 6 décembre 1970. Le CDJO avait émis des réserves sur la participation du joueur Bel-Abésien Kerim Ghalem suspendu alors. Le match sera ainsi rejouer le 13 du mois de décembre 1970. |                                 |                                |                                    |                                                                                        |                  |                                                     |
| Ligue du Centre 6 décembre 1970 |                                 |                                |                                    |                                                                                        |                  |                                                     |
| 1 | MC Alger                        | 2-1 a.p                        | CC Théâtre National d'Alger        | Tahir(1) 80e 108e                                                                      |                  | Stade bologhine                                     |
| 2 | JS Kabylie                      | 5 - 1                          | SC Meliana                         |                                                                                        |                  |                                                     |
| 3 | CR El Harrach                   | -                              | n.c                                |                                                                                        |                  |                                                     |
| 4 | O Médéa                         | -                              | n.c                                |                                                                                        |                  |                                                     |
| 5 | AS ONACO d'Alger                | -                              | n.c                                |                                                                                        |                  |                                                     |
| 6 | WA Boufarik                     | -                              | n.c                                |                                                                                        |                  |                                                     |
| 7 | OS Alger                        | -                              | n.c                                |                                                                                        |                  |                                                     |
| 8 | JS El Biar                      | -                              | n.c                                |                                                                                        |                  |                                                     |
| 9 | US Draa Ben Khadda              | -                              | n.c                                |                                                                                        |                  |                                                     |
| 10 | OM Ruisseau                     | -                              | n.c                                |                                                                                        |                  |                                                     |
| 11 | CS Douanes d'Alger              | -                              | n.c                                |                                                                                        |                  |                                                     |
| 12 | CSS Kouba                       | -                              | n.c                                |                                                                                        |                  |                                                     |
| 13 | NA Hussein Dey                  | -                              | n.c                                |                                                                                        |                  |                                                     |
| 14 | USM Blida                       | -                              | n.c                                |                                                                                        |                  |                                                     |
| 15 | USM El Harrach                  | -                              | n.c                                |                                                                                        |                  |                                                     |
| 16 | US Santé                        | -                              | n.c                                |                                                                                        |                  |                                                     |
| 17 | IRB El Madania                  | -                              | n.c                                |                                                                                        |                  |                                                     |
| 18 | WO Rouiba                       | -                              | n.c                                |                                                                                        |                  |                                                     |
| 19 | IB Mouzaïa                      | -                              | n.c                                |                                                                                        |                  |                                                     |
| 20 |                                 | -                              | n.c                                |                                                                                        |                  |                                                     |
| Ligue de l'Est 1970 |                                 |                                |                                    |                                                                                        |                  |                                                     |
| 1 | US Tébessa                      | -                              | n.c                                |                                                                                        |                  |                                                     |
| 2 | JSM Bejaïa                      | -                              | n.c                                |                                                                                        |                  |                                                     |
| 3 | ASPTT Sétif                     | -                              | n.c                                |                                                                                        |                  |                                                     |
| 4 | USM Khenchela                   | -                              | n.c                                |                                                                                        |                  |                                                     |
| 5 | MO Bejaïa                       | -                              | n.c                                |                                                                                        |                  |                                                     |
| 6 | USM Ain Beida                   | -                              | n.c                                |                                                                                        |                  |                                                     |
| 7 | WJ Skikda                       | -                              | n.c                                |                                                                                        |                  |                                                     |
| 8 | ES Guelma                       | -                              | n.c                                |                                                                                        |                  |                                                     |
| 9 | MSP Batna                       | -                              | n.c                                |                                                                                        |                  |                                                     |
| 10 | MO Constantine                  | -                              | n.c                                |                                                                                        |                  |                                                     |
| 11 | JS Djijel                       | -                              | n.c                                |                                                                                        |                  |                                                     |
| 12 | CS Constantine                  | -                              | n.c                                |                                                                                        |                  |                                                     |
| 13 | ES Sétif                        | -                              | n.c                                |                                                                                        |                  |                                                     |
| 14 | JSM Skikda                      | -                              | n.c                                |                                                                                        |                  |                                                     |
| 15 | CS Hôpitaux d'Annaba            | -                              | n.c                                |                                                                                        |                  |                                                     |
| 16 | CAC Constantine                 | -                              | n.c                                |                                                                                        |                  |                                                     |
| 17 | CRB Dréan                       | -                              | n.c                                |                                                                                        |                  |                                                     |
| 18 | ASPTT Constantine               | -                              | n.c                                |                                                                                        |                  |                                                     |
| 19 | HB Chelghoum Laid               | -                              | n.c                                |                                                                                        |                  |                                                     |
| 20 | HAMR Annaba                     | -                              | n.c                                |                                                                                        |                  |                                                     |

## Trente deuxième de finale
Les matchs des trente deuxième de finale se sont joués le 20 décembre 1970
| Ligue de l'Ouest - oran (6é tour régional joué le dimanche 20 décembre 1970) . |                     |                             |                          |                                                                 |                    |                                       |  |  |
| 1                                                                              | GC Mascara          | 2 - 0                       | ES Mostaganem            | Dehim 38e Mahi 49e                                              | 20 décembre 1970   | stade 19 juin 1965 d' oran            |  |  |
| 2                                                                              | MC Oran (D1)        | 6 - 1                       | EM Bel Abbès             | Mehdi 37e 39e 61e 75e, Freha 73e, Krimo 74e/ Zaafour 79e (pen.) | 20 décembre 1970   | stade zerga de tlemcen                |  |  |
| 3                                                                              | MC Saida            | 4 - 2                       | US SNI Verreries Oran    | Rahai 2e Kebir 27e Fezza 80e Hamida 84e / ? ? Boutouta 88e      | 20 décembre 1970   | stade amarouche de sidi belabbes      |  |  |
| 4                                                                              | SCM Oran            | 2 - 1 a.p                   | CR Témouchent            | Recrachai 40e Bouchouba 98e / Madame 50e                        | 20 décembre 1970   | stade Amarouche (Sidi Belabbès)       |  |  |
| 5                                                                              | CC Sig              | 3 - 0                       | CS Sonitex (Oran)        | Benhalima 40e 75e Attou 60e                                     | 20 décembre 1970   | stade d'Ain Témouchent                |  |  |
| 6                                                                              | CS Sonatrach (Oran) | 1 - 0                       | JS Sidi El Houari (Oran) | Hasni 35e                                                       | 20 décembre 1970   | stade 19 juin 1965 (Oran)             |  |  |
| 7                                                                              | USM Bel-Abbes (D1)  | 0 - 0 a.p (aux corners 3-2) | ASM Oran                 | /                                                               | 20 décembre 1970   | stade d'Ain Témouchent                |  |  |
| 8                                                                              | USM Oran            | 1 - 0                       | RC Relizane              | Tasfaout 58e                                                    | 20 décembre 1970   | stade Benslimane                      |  |  |
| 9                                                                              | IS Tighennif        | 2 - 1                       | JS Saoura                | Maazouz Mohamed 30e 32e / Kermouda 15e                          | 20 décembre 1970   | stade de Saida                        |  |  |
| 10                                                                             | SA Mohammadia       | 3 - 1                       | EM Oran                  | Serier 14e Daara 62e Ben Fetta 87e / Dani (2) 24e               | 20 décembre 1970   | stade Ben slimane (Mostaganem)        |  |  |
| Ligue de l'Est                                                                 |                     |                             |                          |                                                                 |                    |                                       |  |  |
| 1                                                                              | HAMRA Annaba        | 2 - 1                       | HB Chelghoum Laid        | est                                                             | 20 décembre 1970   |                                       |  |  |
| 2                                                                              | ASPTT Constantine   | 5 - 3                       | CRB Dréan                |                                                                 | 20 décembre 1970   |                                       |  |  |
| 3                                                                              | CAC Constantine     | 3 - 0                       | CS Hôpitaux d'Annaba     |                                                                 | 20 décembre 1970   |                                       |  |  |
| 4                                                                              | JSM Skikda          | 1 - 0                       | ES Sétif                 |                                                                 | 20 décembre 1970   | Stade Constantine                     |  |  |
| 5                                                                              | CS Constantine      | 3 - 0                       | JS Djijel                |                                                                 | 20 décembre 1970   |                                       |  |  |
| 6                                                                              | MO Constantine      | 2 - 1                       | MSP Batna                | Rabah Gamouh , ? / ?                                            | 20 décembre 1970   |                                       |  |  |
| 7                                                                              | ES Guelma           | 3 - 1                       | WJ Skikda                |                                                                 | 20 décembre 1970   |                                       |  |  |
| 8                                                                              | USM Ain Beida       | 2 - 1                       | MO Bejaïa                |                                                                 | 20 décembre 1970   |                                       |  |  |
| 9                                                                              | USM Khenchela       | 3 - 0                       | ASPTT Sétif              |                                                                 | 20 décembre 1970   |                                       |  |  |
| 10                                                                             | US Tébessa          | 0 - 0                       | JSM Bejaïa               | est                                                             | 20 décembre 1970   |                                       |  |  |
| Ligue du Centre                                                                |                     |                             |                          |                                                                 |                    |                                       |  |  |
| 1                                                                              | CR El Harrach       | 0 - 3                       | JS Kabylie               |                                                                 | 20 décembre 1970   | stade communal des issers (boumerdés) |  |  |
| 2                                                                              | MC Alger            | 3 - 0                       | JS El Biar               | Betrouni 12e 38e, Bachta 55e                                    | 20 décembre 1970   | stade 20 aout 55, Alger               |  |  |
| 3                                                                              | USM Blida           | 2 - 3                       | CSS Kouba                |                                                                 | 20 décembre 1970   |                                       |  |  |
| 4                                                                              | USM El Harrach      | 3 - 2                       | O SEMPAC d'Alger         |                                                                 | 20 décembre 1970   |                                       |  |  |
| 5                                                                              | US Santé            | 1 - 2                       | AS ONACO d'Alger         |                                                                 | 20 décembre 1970   | Stade Zioui.                          |  |  |
| 6                                                                              | IRB El Madania      | 1 - 2                       | CS Douanes d'Alger       |                                                                 | 20 décembre 1970   |                                       |  |  |
| 7                                                                              | NA Hussein Dey      | 3 - 1 (a.p)                 | OM Ruisseau              | S. Sahli 22e, Ait Ouali 94e, L. Bouyahi 118e / Hamadas 15e      | 20 décembre 1970   | stade de Bologhine                    |  |  |
| 8                                                                              | WO Rouiba           | 1 - 4                       | O Médéa                  | centre                                                          | 20 décembre 1970   |                                       |  |  |
| 9                                                                              | US Draa Ben Khadda  | 4 - 3                       | IB Mouzaïa               |                                                                 | 20 décembre 1970   |                                       |  |  |
| 10                                                                             | WA Boufarik         | -                           | ???                      |                                                                 | 20 décembre 1970   |                                       |  |  |
|                                                                                |                     |                             |                          |                                                                 |                    |                                       |  |  |
|                                                                                | CR Belcourt (D1)    | Exempt (Tenant)             | Exempt (Tenant)          | Exempt (Tenant)                                                 | Exempt (Tenant)    | Exempt (Tenant)                       |  |  |
|                                                                                | USM Alger (D1)      | Exempt (Finaliste)          | Exempt (Finaliste)       | Exempt (Finaliste)                                              | Exempt (Finaliste) | Exempt (Finaliste)                    |  |  |

## Seizièmes de finale (1erTour National)
Les matches sont jouées les 30 janvier et 7 février 1971.
| #  | Club 1         | Résultat                    | Club 2              | Buteurs                                                    | Date            | Stade                            |
| -- | -------------- | --------------------------- | ------------------- | ---------------------------------------------------------- | --------------- | -------------------------------- |
| 1  | CS Constantine | 2 - 0                       | SCM Oran            | Amara 58e 80e                                              | 30 janvier 1971 | Stade bologhine (Alger)          |
| 2  | SA Mohammadia  | 2 - 0                       | USM Ain Beida       | Ben Halima 48e, Ben Fetta (2) 56e                          | 30 janvier 1971 | Stade Brakni (Blida)             |
| 3  | GC Mascara     | 0 - 1                       | USM Oran            | Baghdad 62e                                                | 30 janvier 1971 | Stade 19 juin 1965 (Oran)        |
| 4  | MC Oran        | 2 - 1                       | O Médéa             | Freha 20e 42e / Benmehal 26e (pen.)                        | 30 janvier 1971 | Stade 19 juin 1965 (Oran)        |
| 5  | USM Alger      | 4 - 1                       | O Sempac d'Alger    | Aissaoui (x3), Berroudji / ?                               | 30 janvier 1971 | Stade 20 août 1955 (Alger)       |
| 6  | USM Khenchela  | 0 - 0 a.p (aux corners 2-0) | AS Onaco d'Alger    | /                                                          | 30 janvier 1971 | Stade Benabelmalek (Constantine) |
| 7  | ES Guelma      | 2 - 1                       | CAC Constantine     | But inscrit                                                | 30 janvier 1971 | Stade d'Annaba                   |
| 8  | NA Hussein Dey | 1 - 2 a.p                   | MO Constantine      | But inscrit                                                | 30 janvier 1971 | Stade Mohamed Guessab (Sétif)    |
| 9  | JSM Skikda     | 2 - 2 a.p (aux corners 6-9) | CS Sonatrach d'Oran | Draoui 93e, Boulahcel 102e / Bessi 92e, Rais 116e          | 7 février 1971  | Stade 20 août 1955 (Alger)       |
| 10 | MC Saida       | 2 - 1                       | CC Sig              | Tlemcani 42e, Maachou 58e / Ben Halima 88e                 | 7 février 1971  | Stade 19 juin 1965 (Oran)        |
| 11 | MC Alger       | 1 - 0                       | USM Bel Abbès       | Tahir 55e                                                  | 7 février 1971  | Stade El Asnam (Chlef)           |
| 12 | US Tebessa     | 2 - 2 (aux corners 7-3)     | IS Tighennif        | Bouras 46e, Mokrani 101e / Maazouz 11e Kada Ben Yahia 119e | 7 février 1971  | Stade Brakni (Blida)             |
| 13 | JS Kabylie     | 8 - 1                       | US Draa Benkhada    | But inscrit                                                | 7 février 1971  | Stade des Issers (Boumerdès)     |
| 14 | CR Belcourt    | 2 - 1                       | CS Douanes d'Alger  | But inscrit                                                | 7 février 1971  | Stade 20 août 1955 (Alger)       |
| 15 | CSS Kouba      | 1 - 0                       | WA Boufarik         | But inscrit                                                | 7 février 1971  | Stade Brakni (Blida)             |
| 16 | USM Annaba     | 4 - 0                       | ASPTT Constantine   | But inscrit                                                | 7 février 1971  | Stade Mohamed Guessab (Sétif)    |

## Huitièmes de finale
Les matchs des huitièmes de finale se sont joués le 21 mars 1971
| # | Club 1        | Résultat              | Club 2              | Buteurs                                                                | Arbitre                                          | Stade                                         |
| - | ------------- | --------------------- | ------------------- | ---------------------------------------------------------------------- | ------------------------------------------------ | --------------------------------------------- |
| 1 | CR Belcourt   | 1-1 (a.p) (t.a.b 8-9) | CS Constantine      |                                                                        |                                                  | Stade Mohamed Guessab, Sétif                  |
| 2 | USM Alger     | 1 - 0                 | US Tébessa          | Mouldi Aïssaoui                                                        |                                                  | Stade de Constantine                          |
| 3 | MC Saïda      | 2 - 1                 | SA Mohammadia       | Fares 2e 85e / Serier 10e                                              |                                                  | Stade 19 juin 1965 (Oran)                     |
| 4 | MC Alger      | 2-2 (aux corners 6-3) | JS Kabylie          | Bachi 3e 93e / Cheikh 10e (csc) Djabbar 55e                            |                                                  | Stade 20 aout 1955, Alger                     |
| 5 | MC Oran       | 2 -4 (a.p)            | MO Constantine      | Chaib 4e, Mehdi 73e / Fendi 58e, Gamouh 83e, Bouridah 94e, Krokro 100e |                                                  | Stade Bologhine (Alger)                       |
| 6 | RC Kouba      | 1 - 2                 | USM Oran            | Ait Chegou 58e / Baghdad 40e 78e                                       |                                                  | Stade d'El Asnam (Chlef)                      |
| 7 | USM Khenchela | 1 - 0                 | CS SONATRACH (Oran) | Boukolt 81e                                                            |                                                  | Stade Brakni (Blida)                          |
| 8 | ES Guelma     | 3-3 corners (5-6)     | USM Annaba          | Salhi 52'-57' -Hamdani 95'/ Haoues 30'-102' -Boufermes 43'             | M.Benghazel assisté par MM. Benaboud et Nahassia | Stade 20 août 55 de Skikda (5000 spectateurs) |

## Quarts de finale
Les matchs des quarts de finale se sont joués le 16 mai 1971 et 23 mai 1971
| # | Club 1         | Résultat         | Club 2         | Buteurs | Stade                                                                      |
| - | -------------- | ---------------- | -------------- | --- | -------------------------------------------------------------------------- |
| 1 | MC Alger       | 6 - 0 puis 3 - 1 | MO Constantine | Aller : Betrouni 6e 73e 85e Tahir (1) 10e 80e Bachi 32e · Retour : Barket 44e / Bachi 22e Tahir (1) 30e 67e | Aller : Stade Bologhine (Alger) Retour : Stade Benabdelmalek (Constantine) |
| 2 | USM Alger      | 3 - 1 puis 3 - 2 | USM Oran       | | Stade Bologhine, Alger et Stade 19 juin, Oran                              |
| 3 | CS Constantine | 1 - 1 puis 1 - 1 | MC Saïda       | t.a.b (*)                                                                                                   | Stade Constantine puis Stade Saïda                                         |
| 4 | Hamra Annaba   | 1 - 0 puis 0 - 2 | USM Khenchela  | | Stade Annaba puis Stade Khenchla                                           |

(*) MC Saïda vainqueur aux tirs au but après abandon du terrain par le gardien de but du CSC, alors que la 4e série des tirs au but venait d’être entamée et que Saïda menait 1-0

## Demi-finales
Les matchs des demi-finales se sont joués le 30 mai 1971 et 10 juin 1971
| # | Club 1    | Résultat                       | Club 2        | Buteurs                                                     | Stade                                                      |
| - | --------- | ------------------------------ | ------------- | ----------------------------------------------------------- | ---------------------------------------------------------- |
| 1 | MC Alger  | 1 - 1 puis 1 - 1 t.a.b (5 - 3) | MC Saïda      | Aller : Rahai / Amrous 80e · Retour : Zerouk 3e / Kébir 79e | Aller : Stade de Saida Retour : Stade Bologhine, Alger     |
| 2 | USM Alger | 2 - 0 puis 2 - 2               | USM Khenchela | Aller : .... ... · Retour : .... ..... / .... ....          | Aller : Stade Bologhine (Alger) Retour : Stade de Khenchla |

## Finale
La finale oppose le MC Alger à l'USM Alger :
| Entraîneur :  |
| Ali Benfaddah |

| Entraîneur : |
| Ahmed Zitoun |

| Entraîneur :  |
| Ali Benfaddah |

| Entraîneur : |
| Ahmed Zitoun |

|  |  |  |  |

## Buteurs
| Rang | Joueur        | Club     | Buts |
| ---- | ------------- | -------- | ---- |
| 1    | Tahir Hacène  | MC Alger | 7    |
| 2    | Betrouni Omar | MC Alger | 6    |
| 3    | Bachi Zoubir  | MC Alger | 5    |